# Laura Michelle Kelly
Pour les articles homonymes, voir Kelly.
Laura Michelle Kelly (née le 4 mars 1981 à Totton dans le Hampshire) est une actrice et chanteuse britannique. 
Connue dans son pays pour le rôle de Mary Poppins qu'elle a longtemps interprétée dans la comédie musicale du même nom, c'est dans sa prestation de Lucy Barker, épouse de Sweeney Todd (film de Tim Burton avec Johnny Depp) que le public international l'a découverte.

## Biographie
Originaire de l'Île de Wight, Laura Kelly a épousé le chorégraphe Nick Winston à 19 ans, après l'avoir rencontré dans sa première comédie musicale, La Belle et la Bête.
Elle a joué dans La Belle et la Bête, mais aussi dans Whistle Down The Wind dans le rôle de Swallow (2000), Les Misérables dans le rôle d'Eponine au Palace Theatre (2001), 
Mamma Mia! dans le rôle de Sophie au Prince Edward Theatre (2002), My Fair Lady dans le rôle d'Eliza au Théâtre de Drury Lane (2003). Elle fait ses débuts à Broadway dans Fiddler on the Roof en tenant le rôle de Hodel (2004, avec Alfred Molina).
Choisie pour le rôle-titre de Mary Poppins, elle fait la première en décembre 2004 au Prince Edward Theatre, Londres Ouest. Aux Laurence Olivier Awards 2005, Kelly reçoit le Prix de la Meilleure Actrice de Comédie Musicale (Best Actress in a Musical award) pour ce rôle. Ce n'est que le 29 octobre 2005 qu'elle quitte son costume de Mary Poppins, après plus de 400 représentations. Elle part alors à Singapour jouer A Twist of Fate, produit par la Singapore Repertory Company, avec Anthony Drewe (qui a cocomposé la musique avec Dick Lee) et sur des chorégraphies de Nick Winston.
Kelly sort son premier single, chez EMI, sur le label Angel, disponible uniquement en downloading, le 17 avril 2006. There Was A Time a reçu le statut de meilleure chanson de la semaine (Record of the Week) sur la BBC Radio 2. Ce single fait partie de son premier album solo, The Storm Inside, qui sort le 1er mai 2006. L'album est sorti avec six "original numbers" et six pochettes différentes, dont 3 "numbers" que Kelly a écrit elle-même.
Elle remonte sur les planches en 2006 pour A Tribute to Dirty Dancing, dirigé et chorégraphié par Nick Winston, au Kenwood House et au Marble Hill à Londres. Kelly et Michael Ball jouent au Hackney Empire le 31 août 2006 pour Anthony Newley de la BBC Radio Two, enregistrement diffusé le 29 septembre 2006. Kelly tourne aussi son premier téléfilm, Nemesis, un policier avec Miss Marple diffusé sur TV1 et où elle interprète Margaret Lumley. Kelly est l'invitée d'honneur de Jools Holland dans sa tournée du "Rhythm and Blues Orchestra" en décembre 2006. Le 27 août 2007, Kelly fait sa première apparition aux BBC Proms, en interprétant The Prayer du film Excalibur, l'épée magique en duo avec Michael Ball.
Le single What's It All For?, écrit par Judie Tzuke, est sorti en téléchargement le 5 mars 2007. Un premier aperçu de son album du même titre, What's It All For?, composé de trois chansons inédites plus une sélection du précédent album (The Storm Inside, 2006).
De mai 2007 au 4 février 2008, Kelly interprète Galadriel pour la comédie musicale londonienne adaptée du Le Seigneur des anneaux, au Theatre Royal, Drury Lane.
Au cinéma, Kelly interprète Lucy Barker, l'épouse du Barbier de Fleet Street, dans le film de Tim Burton / DreamWorks : Sweeney Todd.
Elle est sur scène dans la pièce Speed-the-Plow de David Mamet au théâtre Old Vic de Londres, avec Kevin Spacey et Jeff Goldblum. Les premières représentations se tiennent du 1er février au 26 avril 2008.
Depuis 2009, Laura Michelle Kelly a retrouvé son rôle de Mary Poppins à Broadway, au Amsterdam Theatre, Times Square.
À présent, elle joue le rôle Sylvia Lleewelyn Davies dans le musical Finding Neverland au Lunt-Fontanne Theatre à Broadway.